# Rhodesian ridgeback
Rhodesian ridgeback er en hunderace, der oprindeligt stammer fra det sydlige Afrika, hvor den opstod som en krydsning mellem medbragte europæiske hunde med khoikhoiernes jagthunde. Det er en stor rødbrun hund med en karakteristisk stribe af modsat rettede pelshår midt ned ad ryggen (derfor tilnavnet ridgeback). Rhodesian ridgeback er en kærlig og aktiv hund, de kræver meget opmærksomhed og omsorg samt godt med motion.
Rhodesian ridgeback egner sig glimrende til villakvarter hvis hundens ejer er aktiv med sin hund. Racen behøver motion hver dag, det er vigtig at den får lov at undesøge de dufte den finder. (Dufte er en stor del af alle hundes oplevelses verden.) Den passer rigtig godt til børnefamilier men den anbefales ikke til førstegangs hundeejere, da den er selvstændig og viljestærk.
- Wikimedia Commons har flere filer relateret til Rhodesian ridgeback

| Dyr | Spire Denne artikel om dyr er en spire som bør udbygges. Du er velkommen til at hjælpe Wikipedia ved at udvide den. |